# Sligo Rovers Football Club
El Sligo Rovers Football Club (en irlandés: Cumann Peile Ruagairí Shligigh) es un club de fútbol de Irlanda, con sede en Sligo. Fue fundado en 1928 y compite en la Premier Division, máxima categoría del fútbol irlandés.
El club juega en la liga irlandesa desde 1934 y realiza sus partidos como local en el Estadio Showgrounds, que permanece administrado por un fideicomiso, con la prohibición de venderlo, asegurando el uso de sus instalaciones para el equipo. El equipo ha logrado ser campeón de la división de honor de su país en tres ocasiones, los años 1937, 1977 y 2012. Una de las curiosidades del equipo es ser el sujeto de un popular libro, semiautobiográfico, There's Only One Red Army, del periodista Eamonn Sweeney, publicado en 1997.

## Historia
Si bien su historia no es la más exitosa entre los clubes irlandeses, Sligo Rovers ha tenido tiempos de gran éxito. Probablemente su momento de mayor éxito fue en la época de La Emergencia (Segunda Guerra Mundial), cuando el equipo contrató a Bill "Dixie" Dean, un legendario jugador del Everton, el que hasta la actualidad es el mayor goleador de la liga inglesa de la historia.
En términos de títulos, el equipo ha logrado ganar tres veces la división de honor de su país, en los años 1937, 1977 y 2012. Consiguieron el título de la Copa FAI, el año 1983, cuando derrotaron al Bohemians FC. También destaca su campaña del año 1994, cuando ganaron el "trébol" del fútbol irlandés, al ganar la First Division (segunda división), la First Division Shield y la Copa FAI. Por último hay que destacar la copa FAI del 2013, después de ganar 3-2 al Drogheda en el tiempo de descuento. 
El 12 de noviembre de 2005, Sligo Rovers logró volver a la Premier Division al empatar 0-0 de local,de ese año con el Athlone Town, tras seis años en la segunda división local.

## Palmarés

### Torneos nacionales
- Liga de Irlanda (3): 1936-37, 1976-77, 2012
- Copa de Irlanda (5): 1982-83, 1993-94, 2010, 2011, 2013
- Copa de la Liga de Irlanda (2): 1997-98, 2010
- Copa de la Ciudad de Dublín (1): 1936-37
- Setanta Sports Cup (1): 2014
- Primera División de Irlanda (2): 1993-94, 2005
- Escudo de la Primera División de Irlanda (1): 1993-94
- Copa Intermedia (1): 1933-34

### Torneos regionales
- Liga de Leinster (1): 1933-34
- Liga de Connacht (3): 1981-82, 1991-92, 1993-94
- Copa de Connacht (1): 1981-82
- Copa de la Liga de Connacht (2): 1990-91, 1993-94

## Participación en competiciones de la UEFA
| Temporada | Torneo                        | Ronda            | Club              | Casa | Visita      | Global |
| --------- | ----------------------------- | ---------------- | ----------------- | ---- | ----------- | ------ |
| 1977/78   | Copa de Europa                | 1                | Red Star Belgrade | 0-3  | 0-3         | 0-6    |
| 1983/84   | Recopa de Europa              | 1                | FC Haka           | 0-1  | 0-3         | 0-4    |
| 1994/95   | Recopa de Europa              | Clasificatoria   | Floriana F.C.     | 2-2  | 1-0         | 3-2    |
| 1994/95   | Recopa de Europa              | 1                | Club Brugge       | 1-2  | 1-3         | 2-5    |
| 1996      | UEFA Intertoto Cup            | Grupos           | Heerenveen        | 0-0  |             |        |
| 1996      | UEFA Intertoto Cup            | Grupos           | Lillestrøm        |      | 0-4         |        |
| 1996      | UEFA Intertoto Cup            | Grupos           | Nantes            | 3-3  |             |        |
| 1996      | UEFA Intertoto Cup            | Grupos           | Kaunas            |      | 0-1         |        |
| 2009/10   | UEFA Europa League            | Clasificatoria 1 | Vllaznia          | 1-2  | 1-1         | 2-3    |
| 2011/12   | UEFA Europa League            | Clasificatoria 3 | Vorskla           | 0-2  | 0-0         | 0-2    |
| 2012/13   | UEFA Europa League            | Clasificatoria 2 | FC Spartak Trnava | 1-1  | 1-3         | 2-4    |
| 2013/14   | UEFA Champions League         | Clasificatoria 2 | Molde FK          | 0-1  | 0-2         | 0-3    |
| 2014/15   | UEFA Europa League            | Clasificatoria 1 | FK Banga Gargždai | 4–0  | 0–0         | 4-0    |
| 2014/15   | UEFA Europa League            | Clasificatoria 2 | Rosenborg BK      | 1–3  | 2–1         | 3-4    |
| 2021/22   | UEFA Europa Conference League | Clasificatoria 1 | FH                | 1-2  | 0-1         | 1-3    |
| 2022/23   | UEFA Europa Conference League | Clasificatoria 1 | Bala Town         | 0-1  | 2-1 (4-3 p) | 2-2    |
| 2022/23   | UEFA Europa Conference League | Clasificatoria 2 | Motherwell FC     | 2-0  | 1-0         | 3-0    |
| 2022/23   | UEFA Europa Conference League | Clasificatoria 3 | Viking FK         | 1-0  | 1-5         | 2-5    |